# Cheiracanthium strasseni aharonii
Cheiracanthium strasseni là một phân loài nhện trong họ Miturgidae.
Loài này thuộc chi Cheiracanthium. Cheiracanthium strasseni aharonii được Embrik Strand miêu tả năm 1915.